# Annaheim (Saskatchewan)
Annaheim – wieś w środkowej części prowincji Saskatchewan w Kanadzie.
Dane ze spisu powszechnego w 2006:
- Powierzchnia: 0,78 km²
- Ludność: 218
- Średni wiek: 38,7 (mężczyźni: 39,8; kobiety: 35,5)